# Igletjärnen (Östads socken, Västergötland)
Igletjärnen är en sjö i Lerums kommun i Västergötland och ingår i Göta älvs huvudavrinningsområde. Sjön är 6,8 meter djup, har en yta på 0,025 kvadratkilometer och är belägen 106 meter över havet. Sjön ligger i vildmarksområdet Risveden.